# CPシステムIII
CPシステムIII（シーピーシステム スリー）とは、1996年に発売・稼働開始したカプコン開発のアーケードゲーム基板である。この基板がカプコンの開発した最後のアーケードゲーム用システム基板となり、以降はセガ製のNAOMI基板など、他社製の基板を採用するよう方向にシフトしていくこととなる。日本国外を中心にCPS-3と略称されることがある（以降、記事中ではこの略称を用いる）。
初採用（第一弾）タイトルは1996年稼働開始の『ウォーザード』。

## 概要
本機は前機種にあたるCPシステムIIと比べてスペック的に高い性能を備えており、拡大縮小やフェードイン・フェードアウトなどの各種エフェクト機能もハード側で実装された。この時代の2D格闘ゲームにおいては、本機の『ストリートファイターIII』などで見られる滑らかで流れるようなアニメーションは、当時の他社のタイトルではほとんど見られない表現であった。こういった映像表現に驚愕した当時の格闘ゲームファンたちは「この基板は『ストIII』製作のために設計したのではないか？」と考察したほどだったとも言われている。

## ソフト供給形態
本機CPS-3が他機種とは大きく異なる特徴には、ソフトの供給形態とセキュリティに関する仕様にある。CPS-3の構成とゲームの導入手順は以下通り。
ゲームCD-ROM・CD-ROMドライブ
CD-ROMにはゲーム本体の内容が暗号化されて格納されている。特殊フォーマットではないので普通にパーソナルコンピュータ (PC) でも読み込むことが可能で、中にはゲームデータや書き替え用画面のビットマップ画像が入っている。CD-ROMドライブは松下寿電子工業製の当時流通していた普通のSCSI対応型でありPCへの流用も可能。
セキュリティ・カートリッジ
ゲーム内容を復号するためのチップと、ゲームBIOSが納められている。復号チップはSRAMにバッテリーバックアップで復号鍵を保持する仕様。このCPS-3のセキュリティ・カートリッジは各ゲームごとに用意されており、いかなる種類の改竄にも非常に敏感に反応し、もし試みれば復号鍵は消去されカートリッジは用をなさなくなる。
フラッシュメモリへのゲームデータの書き込み
初期状態のCPS-3へ電源が入れられると、画面中央にCAPCOMのロゴが表示され接続のCD-ROMドライブにCD-ROMをセットするように促される。ドライブ側にCD-ROMをセット後、1Pのショット1を押すと書き込むゲームのタイトルが表示され、CD-ROM側よりゲームデータがSIMMフラッシュメモリへの書き込み作業が始まる。
この間、画面にはデータの書き込みの進行状況のバーが表示され、データの書き込み作業が終わるまでは何もできないが、データ書き込みの進行状況に応じてだんだん画面がモノクロからカラーへと色が付くといった演出がある。なお、データの書き込み時間はゲームによって異なり、『ストリートファイターIII』のデータ書き込みの場合は約20数分の時間を要する。
ゲームの起動
データの書き込み終了後は、書き込まれたデータがセキュリティ・カートリッジ内のチップで復号されゲームが起動する。前述のデータの書き込みは導入時のみ必要な作業であり、SIMM側に書き込まれたデータはそのまま記録され次回の起動時はすぐにゲームが立ち上がり稼働状態となる。なお、SIMM側に書き込まれたデータとセットされたセキュリティ・カートリッジのゲームが違う場合は自動的に書き替えモードへ移行する。

## 評価及び現在での扱い
リリース後の評価
CPS-3は人気タイトルはあったものの商業的には成功した部類のシステム基板とは言えず、このシステム用のゲームは全部で6タイトルが制作されただけで前代までのCPS-1,2基板と比べて大幅に少ない。CPS-3には、機械的・電気的な衝撃に弱く故障しやすいという欠点があり、オペレータたちは特にこれを敬遠した。また、セキュリティ・カートリッジ内の電池が切れるとゲームが動作しなくなるうえ、その交換費用を所有者側で負担しなければならなかった。さらに高性能とはいえ2Dグラフィックのみにしか対応しておらず、当時は多くのゲームが3Dポリゴン対応のハードウェアを念頭に開発されていたという背景もあったことからこのような評価になった。しかも他のシステム基板と比べても高価であり、CPS-3用のプログラミングはかなり難しかったとも噂されている。
サポートの終了
部品調達難に伴い、2015年3月31日（カプコンサービスセンター2015年3月14日到着分）をもって基板自体の修理サポートが終了した。継続されていたセキュリティ・カートリッジの電池交換も、カプコンサービスセンターからセガ・ロジスティクスサービスへのアーケードゲームの修理サポート業務移管に伴い、2019年2月28日（カプコンサービスセンター2019年2月27日到着分）をもって終了した。これに伴い、基板自体が故障したり、セキュリティ・カートリッジの電池が切れた場合は完全に稼働不可となった（セガ・ロジスティクスサービスによるメーカーサポートも受けられない）。
発売タイトルの家庭用移植
本気版で発売されたタイトルは稼働開始から約1年以内に何かしらの家庭用ハードに移植されていた傾向にあり、その後もストリートファイターIIIシリーズを中心に別ハードに移植されたタイトルも見られたが、第一弾タイトルの『ウォーザード』だけ長らく移植が行われていなかった。しかし、2022年に発売された『カプコンファイティングコレクション』に『ウォーザード』が収録・初移植され、これによりCPS-3での発売タイトルの全てが家庭用への移植を果たした。

## 仕様
- メインCPU：日立 SH-2（HD6417099）@ 20MHz（MAX 25MHz）
- 記憶装置
  - SCSI CD-ROMドライブ（松下寿電子工業製）
  - RAM (variable amount)
  - SIMMフラッシュROM：8×16MB
- サウンドチップ：16-チャンネル 8-bit サンプル プレイヤー、ステレオ
- 最大同時発色数：32,768色（15-bitカラー、555RGB）
- 解像度：384×224
- BG拡大縮小
- スプライト拡大縮小
- ラインスクロール
- ラインズーム
- フェードイン・フェードアウト
- 半透明
- シャドウ

## 作品リスト
全て販売・開発共にカプコン。
| リリース日 | タイトル                           | タイトル                                             | 備考                                   | 出典        |
| リリース日 | 国内版                             | 海外版                                               | 備考                                   | 出典        |
| ---------- | ---------------------------------- | ---------------------------------------------------- | -------------------------------------- | ----------- |
| 1996年12月 | ウォーザード                       | Red Earth                                            |                                        | [ 4 ]       |
| 1997年2月  | ストリートファイターIII            | Street Fighter III - New Generation                  | 『ストリートファイターII』の正式な続編 | [ 4 ] [ 5 ] |
| 1997年10月 | ストリートファイターIII 2nd Impact | Street Fighter III, 2nd Impact: Giant Attack         |                                        | [ 4 ]       |
| 1998年12月 | ジョジョの奇妙な冒険               | JoJo's Venture                                       | 同名漫画のゲーム化                     | [ 6 ]       |
| 1999年5月  | ストリートファイターIII 3rd Strike | Street Fighter III, 3rd Strike: Fight for the Future |                                        |             |
| 1999年9月  | ジョジョの奇妙な冒険 未来への遺産  | JoJo's Bizarre Adventure                             |                                        | [ 7 ]       |